# Eudynamys cyanocephalus
Eudynamys cyanocephalus là một loài chim trong họ Cuculidae.

## Hành vi
Loài chim này là loài ký sinh nuôi dưỡng, chúng chủ yếu đẻ nhờ vào tổ chim ăn mật, (đặc biệt Philemon corniculatus, Anthochaera carunculata. Không giống như trong các loài chim đẻ nhờ khác, con non không cố gắng giết những con chim non của chủ tổ. Đặc điểm này giống với Scythrops novaehollandiae.

## Hình ảnh

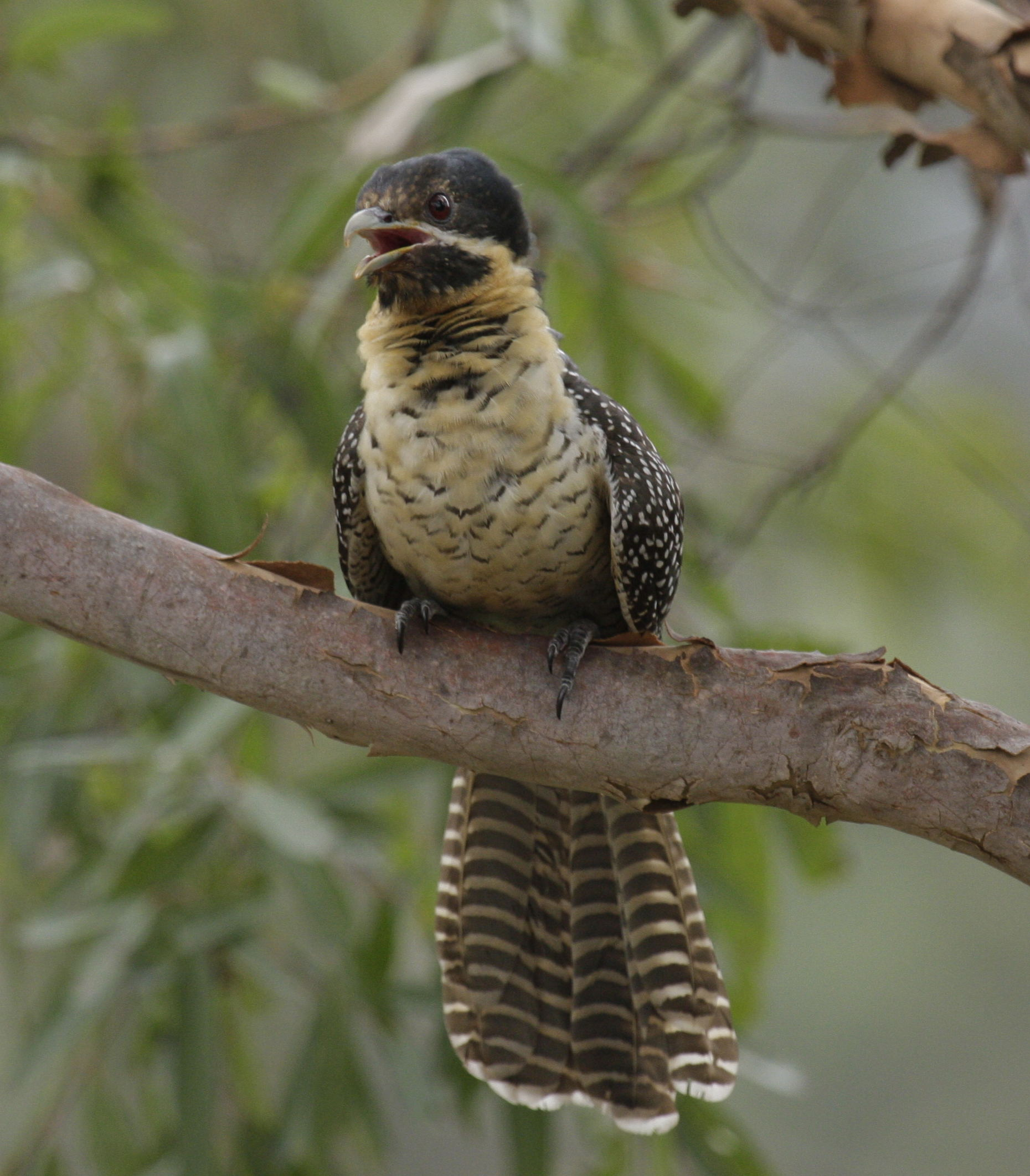
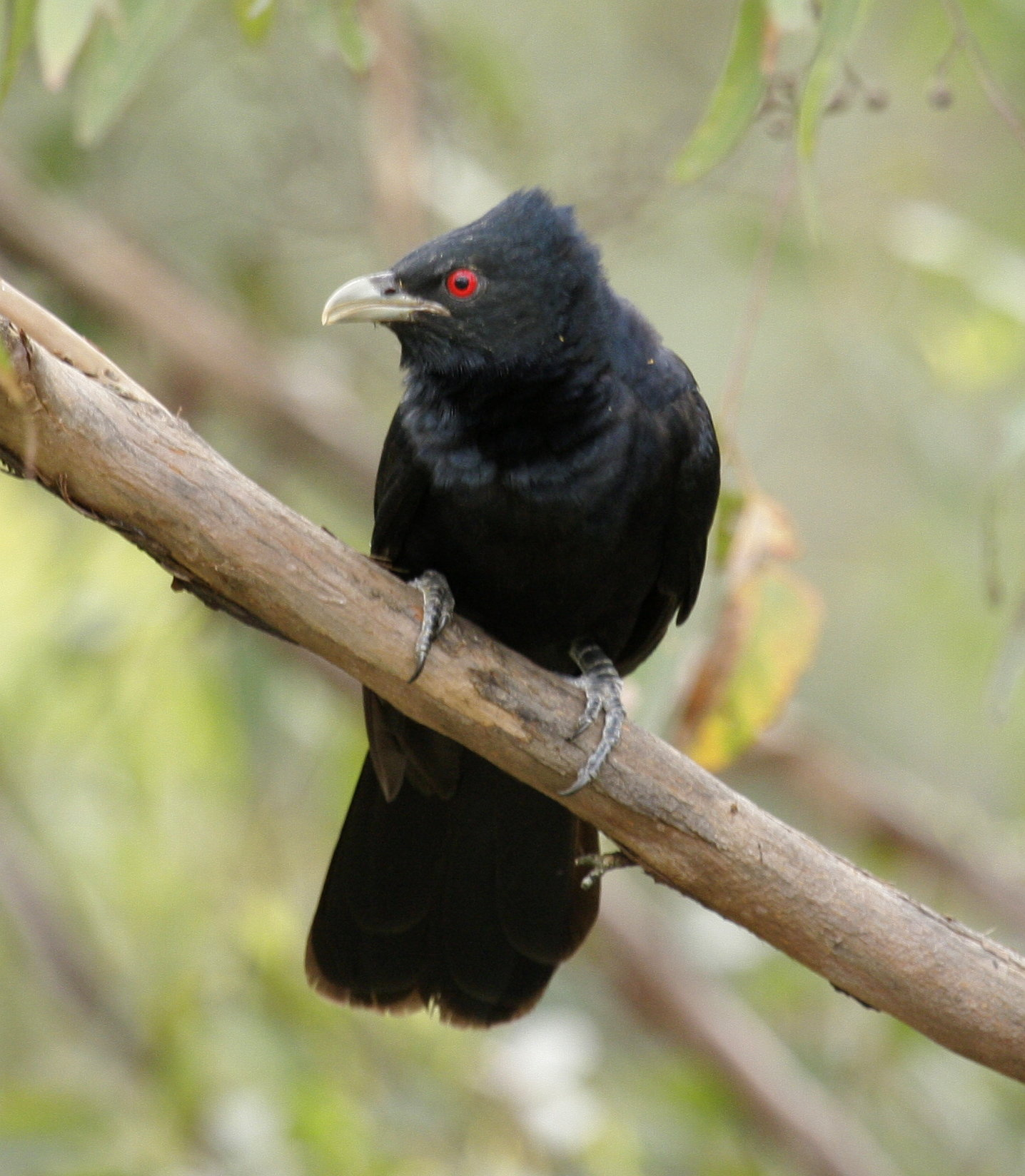